# Лэкберг, Камилла
Камилла Лэкберг (швед. Camilla Läckberg, род. 30 августа 1974) — шведская писательница. На русский язык переведены её романы «Ледяная принцесса», «Проповедник», «Вкус пепла», «Запах соли, крики птиц», «Железный крест», «Письмо от русалки», «Призрачный маяк» и «Ангелотворец». Её книги переведены более, чем на 30 языков. По мотивам произведений снят шведский телесериал.

## Биография
Будущая беллетристка родилась 30 августа 1974 года в небольшом портовом городке Фьельбака, Швеция. Рано начала увлекаться литературой. Уже в детстве пробовала себя в роли писателя, сочиняя сказки и пересказывая их.
Изучала в Гётеборгском университете экономику и маркетинг и проработала несколько лет в Стокгольме в этой отрасли. После окончания ею курсов по написанию детективов, в свет выходит первый роман «Ледяная принцесса», изданный в 2002 году. Через три года следует «Проповедник». Так родилась серия триллеров о молодой писательнице Эрике Фальк и полицейском Патрике Хедстрёме. Кроме детективов, Камилла Лэкберг является автором двух поваренных книг, написанных в соавторстве с известным поваром Христианом Хелльбергом и серии детских книг «Супер-Чарли».

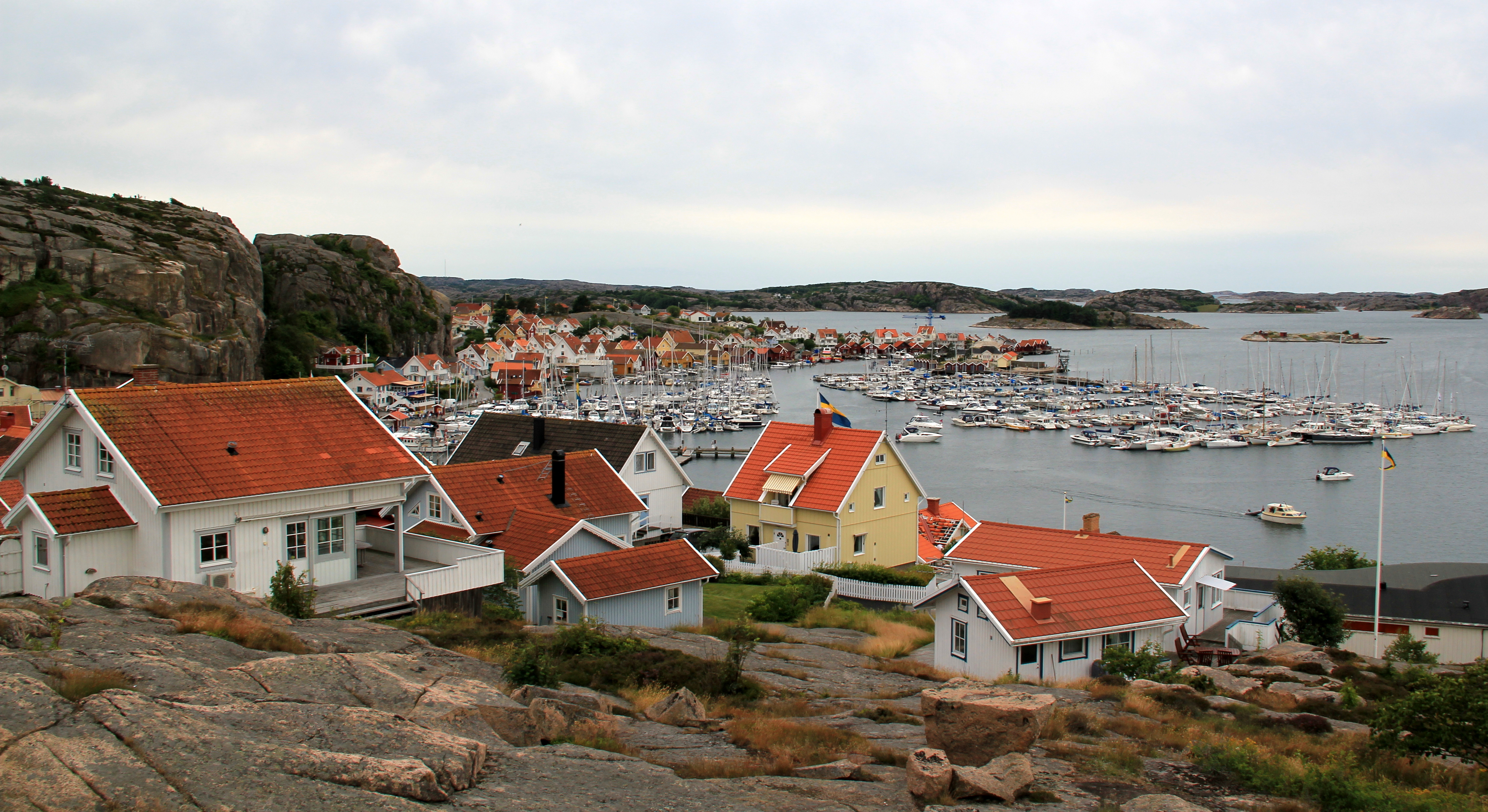
Фьельбака, маленькое приморское поселение, где родилась Камилла Лэкберг, и где происходит основное действие её романов

## Личная жизнь
Живёт в Стокгольме вместе с тремя детьми: Вилле и Мейа — от первого брака и Чарли — от второго брака с полицейским и телеведущим Мартином Мелином (развелись в 2014 году). Лэкберг обещала читателям, что её герои, в отличие от неё самой, разводиться не будут. Помимо писательства, Лэкберг является совладелицей ювелирного бизнеса и звукозаписывающей компании. В 2012 году она приняла участие в шоу Let’s Dance (аналогичном российскому «Танцы со звёздами»), где заняла четвёртое место.

## Критика и отзывы

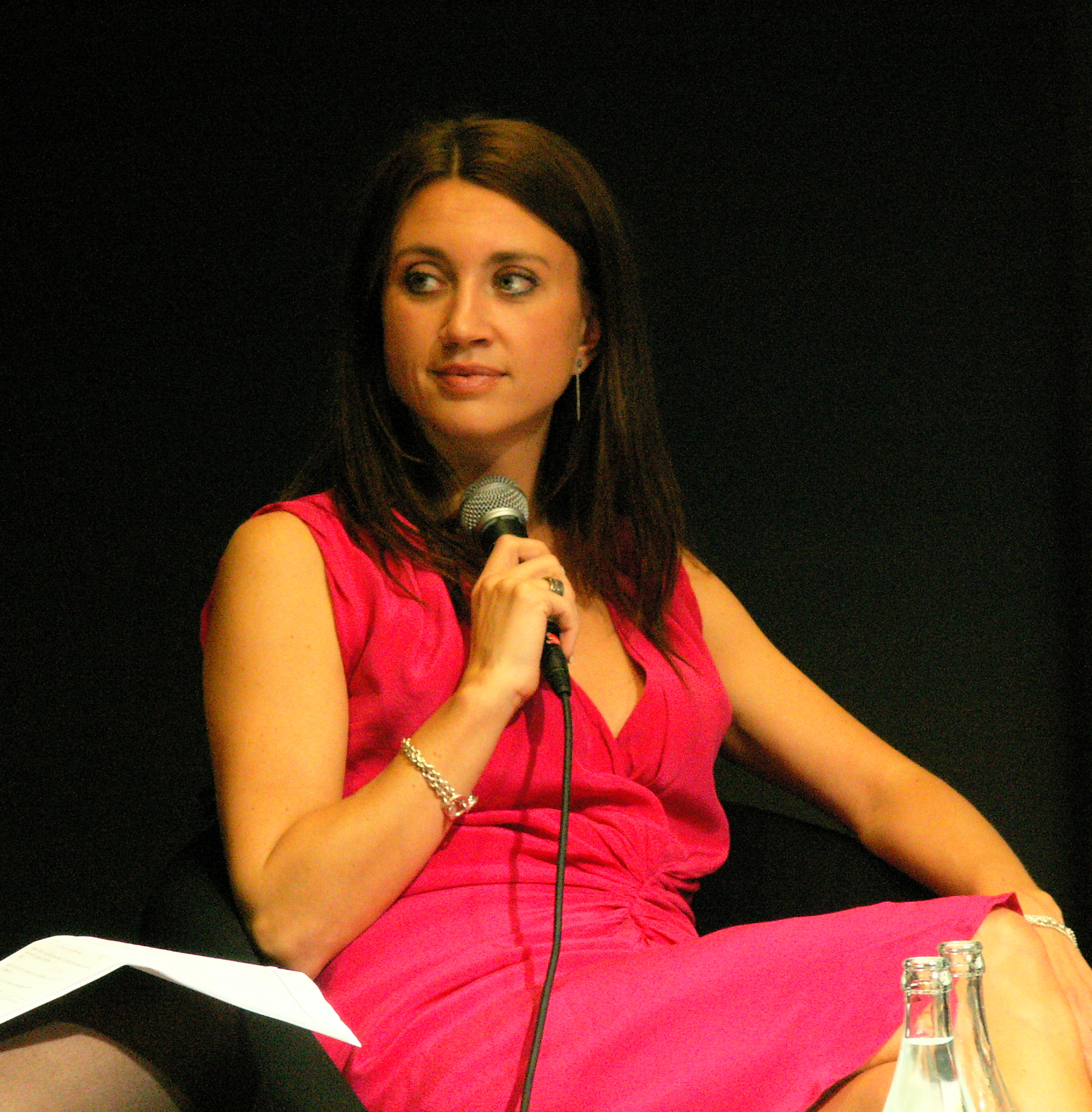
Писательница на книжной ярмарке в Гётеборге в 2011 году

Камиллу Лэкберг называют «шведской Агатой Кристи». На 2014 год её книги были переведены на 35 языков в 55 странах и изданы общим тиражом 12 миллионов экземпляров. Основной темой романов Лэкберг является семейная жизнь и семейные тайны: показ расследования с точки зрения разных персонажей (прежде всего Эрики и её мужа Патрика) сочетается со сценами из прошлого, которые показывают корни произошедшей трагедии. По признанию самой писательницы, она задумалась над этой проблемой, когда случайно узнала о том, что у её отца были жена и ребёнок, которые трагически погибли и в семье никогда о них не упоминали. Критики отмечают подробную проработку характеров персонажей, внимание автора к бытовым деталям.